# Archipsocopsis
Archipsocopsis är ett släkte av insekter. Archipsocopsis ingår i familjen Archipsocidae.
Kladogram enligt Catalogue of Life:
| Archipsocopsis | \| \| Archipsocopsis frater \| \| \| \| \| \| Archipsocopsis parvula \| \| \| \| |
|                | \| \| Archipsocopsis frater \| \| \| \| \| \| Archipsocopsis parvula \| \| \| \| |
|                | Archipsocus                                                                      |
|                |                                                                                  |
|                | Pararchipsocus                                                                   |
|                |                                                                                  |
|                | Archipsocopsis frater                                                            |
|                |                                                                                  |
|                | Archipsocopsis parvula                                                           |
|                |                                                                                  |

|  | Archipsocopsis frater  |
|  |                        |
|  | Archipsocopsis parvula |
|  |                        |